# Ciney (Bier)

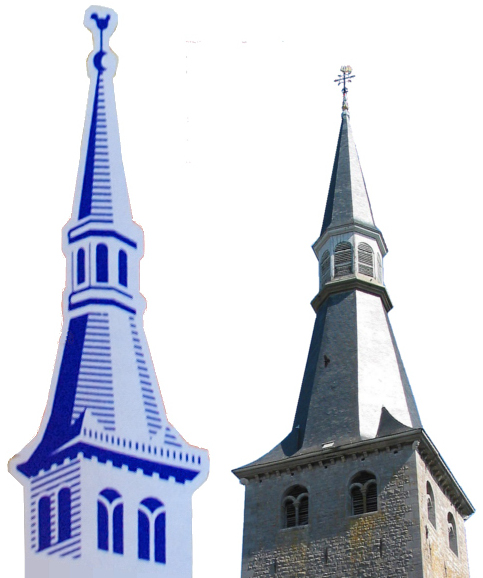
Turm von St. Nicolas im Logo und in Natur (Foto vor Einsturz des Daches 2010)

Ciney ist ein belgisches Bier, das ursprünglich nur in der Stadt Ciney hergestellt wurde.

## Geschichte
Roger Demarche gründete 1952 in Ciney die Brauerei SA Brasserie Demarche. Neben der Brauerei betrieb er auch einen Handel mit Softdrinks, Bier und Spirituosen. Demarche entwickelte in den 1970er Jahren ein neues Braunbier, das er 1978 unter der Marke Cuvée Ciney anbot. Erstmals gezapft wurde das neue Bier am 23. Juni 1978 im Le Rubens am Place Monseu, dem zentralen Platz der Stadt Ciney, an dem sich auch die Kirche St. Nicolas befindet. Der Turm von St. Nicolas, der das „i“ im Ciney-Logo bildet, wurde 2010 bei einem Sturm schwer beschädigt. Das Ciney-Braunbier, das als Bière d’Abbaye der Stärke S klassifiziert ist, gab es anfangs nur im 30-Literfass. Die Brauerei hatte seinerzeit zwölf Angestellte.
In den folgenden zwei Jahren besuchte Demarche Kneipen und Restaurants in der Umgebung von Ciney, um Cuvée Ciney weiter zu verbreiten. 1980 schuf er unter der Marke Ciney eine weitere Sorte, Cuvée de Ciney Blonde, ein obergäriges, starkes Blondes Bier. Beide Sorten galten bei einer Produktionsmenge von etwa 1.000 Hektolitern (1980) als Bière a façon, also als Spezialbier, das nur in kleiner Menge gebraut wird. Außerhalb der Umgebung Cineys war das Bier nur in Namur und Lüttich erhältlich.
Ciney wurde ab Anfang der 1980er Jahre schnell populär und entwickelte sich in Belgien bis 1988 zu einer landesweit verbreiteten Marke. Die Brauerei schaffte neue Anlagen und Fahrzeuge an und stellte Brauereipersonal, Vertriebsmitarbeiter und Fahrer ein, bis sich die Mitarbeiterzahl auf 30 verdoppelte. Auch das Branding und die Farben wurden geändert. 1986 kam eine dritte Biersorte hinzu: Ciney Spéciale 10, ein Amberbier mit hohem Alkoholgehalt. Im Oktober 1987 wurde die Brauerei Brasserie Demarche für ihre Ciney-Biere auf der Brüssler Lebensmittelausstellung Salon de l'Alimentation de Bruxelles mit einer Goldmedaille ausgezeichnet. Neben Gastronomiebetrieben, die für etwa 70 % des Absatzes sorgten, wurde Ciney nun auch als Flaschenbier in den Supermärkten Belgiens vertrieben. 1992 erreichte der Absatz von Cuvée de Ciney 40.000 Hektoliter.
Ende 1992 übertrug Roger Demarche Ciney im Lohnbrau an die Brasserie L’Union, die zur Brauerei Alken-Maes gehört. Im Jahr 2000 kaufte Alken-Maes die Brasserie Demarche und die Markenrechte an Ciney. Alken-Maes wurde von Scottish & Newcastle übernommen, die wiederum von einem Konsortium aus Heineken und Carlsberg übernommen wurden, so dass Ciney seit Anfang 2008 eine Marke des Heineken-Konzerns ist. Ab dem Jahr 2000 wurde Ciney in einer Alken-Maes-Brauerei in Jumet in der Provinz Hainaut gebraut, die aber 2007 geschlossen wurde. Seitdem wird Ciney in der Alken-Maes-Brauerei in Alken gebraut.

## Biersorten

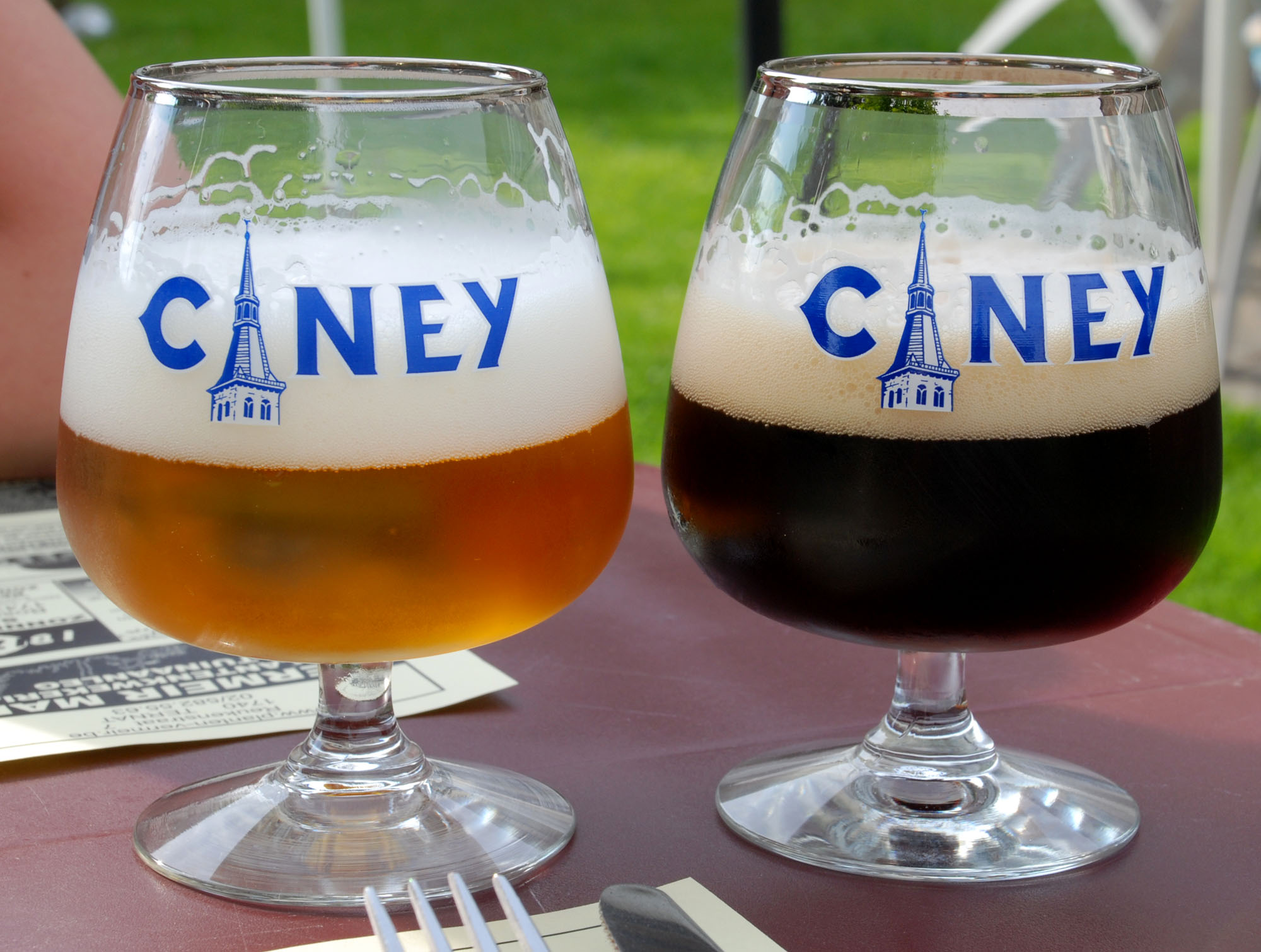
Zwei Ciney-Biere: ein blondes (links) und ein braunes (rechts)

Alle Ciney-Biere sind obergärig gebraut (französisch „Fermentation haute – Spéciale“).
- Cuvée de Ciney Brune (7 % vol.) ist ockerfarben mit roten Reflexen und moussiert reichlich. Der Geschmack ist rauchig bis malzig mit Aromen von Lakritz und Banane und einem leicht bitteren Abgang.[3]
- Cuvée de Ciney Blonde (7 % vol.) ist hell bis bernsteinfarben, besitzt einen malzigen Geschmack, ein malzig-saures Aroma und einen recht sauren Abgang.[4] Die beste Trinktemperatur ist 4 °C.[1]
- Ciney Spéciale 10 (9 % vol.) hat eine dunkle Rubin-Farbe, besitzt einen fülligen Geschmack mit leichten Eichenholz-Obertönen, das Aroma enthält Spuren von Anis, Koriander, Zimt und Nelke.[5]